# Landeskirchliches Archiv Hannover

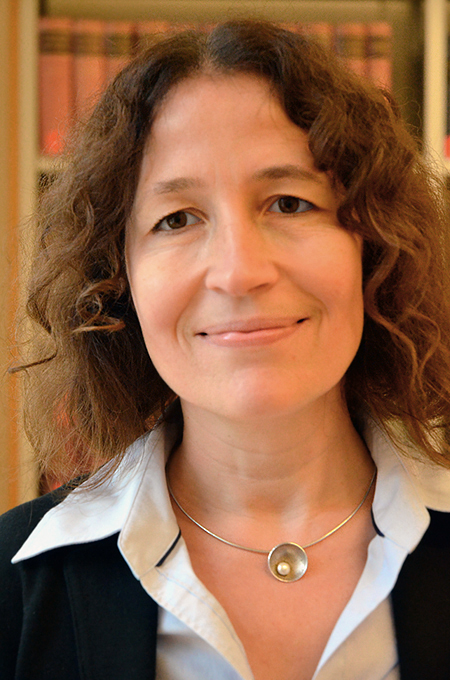
Direktorin Mareike Rake

Das Landeskirchliche Archiv Hannover ist das zentrale Archiv der Evangelisch-lutherischen Landeskirche Hannovers. Das Archiv bildet  mit der Bibliothek des Landeskirchenamtes der Evangelisch-lutherischen Landeskirche Hannovers das Referat 14 der Abteilung 1 im Landeskirchenamt Hannover.

## Geschichte
Bis zum Ende des Ersten Weltkrieges hatte die Kirche die Hoheit auch über das bürgerliche Recht betreffende Akten. Mit der Trennung von Staat und Kirche 1919 gab die Leitung der Landeskirche ihre Altakten an die jeweils zuständigen niedersächsischen Staatsarchive ab. Danach zeigte sich, dass bei Vermögensauseinandersetzungen die eigenen Akten fehlten. Deshalb forderte 1928 der Landeskirchentag die Errichtung eines eigenen landeskirchlichen Archivs. Doch erst 1933 kam es dazu, plötzlich beschleunigt durch die Forderung der Nationalsozialisten nach den sogenannten Ariernachweisen. Dennoch verblieben die Kirchbücher als Grundlage für die Ariernachweise bei den Kirchengemeinden. Das neugeschaffene Landeskirchliche Archiv erhielt lediglich die im Landeskirchenamt gebliebenen Akten aus der Zeit ab etwa 1750.
Durch die Luftangriffe auf Hannover im Zweiten Weltkrieg wurde zunächst das Dienstgebäude zerstört. Nach dem Krieg gingen durch die Hochwasser-Katastrophe 1946 in Hannover Teile des Archivbestandes verloren.
Seit 1999 ist das Landeskirchliche Archiv in einem eigenen Archivgebäude am heutigen Standort in der Goethestraße untergebracht. Des Weiteren gibt es noch ein Außenmagazin in Hannover-Hainholz.
Das Archiv ist Mitglied des Verbandes kirchlicher Archive.
Der Theologe Hans Otte war lange Jahre Leitender Archivar/Direktor des Landeskirchlichen Archivs. Nachfolgerin wurde am 1. Oktober 2015 die Theologin und Bibliotheksdirektorin Mareike Rake.

## Bestände
Die Einrichtung im hannoverschen Stadtteil Calenberger Neustadt verwaltet mit rund rd. 10.500 Regalmetern Gesamtstellfläche die Akten der landeskirchlichen Einrichtungen und ihrer Leitungsorgane. Darüber hinaus werden die Urkunden und Akten zahlreicher Ephoralarchive sowie einige Pfarrarchive vor allem stadthannoverscher Gemeinden als Deposita verwahrt.
Ein großer Teil der Kirchenbücher ist inzwischen über das Kirchenbuchportal Archion online zugänglich. Für alle noch nicht über Archion zugänglichen Kirchenbücher vor Einführung der Standesämter hat der Niedersächsische Landesverein für Familienkunde zum 1. Januar 2022 eine Auskunfts- und Lesestelle eingerichtet.